# 남해군
남해군(南海郡)은 대한민국 경상남도 서남부에 위치한 군이다. 남해상의 남해도와 창선도 두 큰 섬을 중심으로 이루어진다. 1973년 660m의 남해대교가 개통되면서 육지와 연결되었고, 1980년 창선교가 놓이면서 남해도와 창선도가 연결되었다. 군청 소재지는 남해읍이고, 행정구역은 1읍 9면이다.

## 역사
삼국시대에 인접 지역인 하동이 백제의 '한다사군'(韓多沙郡)이고 광양이 백제의 마로였기에 남해 지역도 백제에 속했던 것으로 추정된다. 2014년 남해군 고현면 남치리 분묘군 발굴조사에서 백제의 석실이 발견됐다. 부장품으로 백제의 고위 관인(관료)인 나솔(6품) 이상이 착용했던 장식품인 은화관식과 관고리가 출토됐다. 이런 부장품은 백제 사비시대의 도읍지인 부여지역을 중심으로 12점 만이 출토된 매우 중요한 자료이다.
남해가 사적자료에 나타나기 시작한 것은 통일신라 신문왕 7년(서기 687년)이다. 신라는 남해도를 전야산군(轉也山郡)이라 칭하고 청주(靑州, 현 진주) 관할에 두었다. 이후 태수(太守)를 지방장관으로 하여 2개현(蘭浦縣·平山縣)을 두어 다스리게 하였다. 고려시대에 들어와서는, 현종 9년에(서기 1018년)에는 대대적인 행정구역 개편을 통해 '남해현'이라 명명되었다. 하지만 고려말기부터 왜구들이 남해안 일대를 통하여 약탈·살상을 자행하는 등 남해현의 정상적 행정 수행이 불가능해져 31대 공민왕조(1351~1353년) 시기에는 진주관내 대야천(大也川) 부곡으로 행정 관서를 옮겼다.
조선시대에 들어와서는, 3대 태종 13년(갑오·1413년)에 행정개혁이 대대적으로 이루어져 남해현은 일시 하동(河東)과 병합하여 하남현(河南縣)이 되었다가 하동현(河東縣)이 독립함에 따라 진주의 금양부곡과 합쳐져서 해양현(海陽縣)이 되었다. 그 후에는 금양(金陽)이 진주(晉州)에 병합됨에 따라 남해현으로 복귀하였다. 당시의 행정관할은 경상도 우도에 속했으며, 종2품의 경주부윤, 정3품의 창원대도호부사(昌原大都護府使)·진주목(晉州牧) 밑에 종5품 현령(縣令)의 소관으로 되어 있었다. 그 후 7대 세조 원년에는 지방 방위조직을 일신하고 동12년(1446)년에는 관제개혁과 더불어, 남해지방군은 진주진관진주목사인 첨절제사(僉節制使) 휘하에 남해현령이 절제도위(節制都尉) 급위(級位)로 관장하고 있었으며, 수군(水軍)은 제포진관(제포진관) 웅천첨사(熊川僉使) 휘하에 평산포만호(平山浦萬戶)가 관장하고 있었다. 선조 25년(1592년)부터 임진왜란·정유왜란의 전란지로서 7년간은 거의 무인지경이 된 적도 있었다. 고종 32년(1895년)에 남해현은 남해군으로 개칭되었고, 1906년에는 진주목에 속해 있던 창선도가 남해군으로 편입되어 8면으로 되었다.
1973년, 이동면(二東面)의 갈도(葛島)가 통영군에 편입되고, 1979년 남해면이 읍(邑)으로 승격되어 1읍·7면이 되었다가, 1986년 4월 1일에 이동면 상주출장소가 상주면으로, 삼동면 미조출장소가 미조면으로 승격되어 1읍·9면이 되었으며, 현재도 이 구성이 유지되고 있다.
- 1895년 - 진주부 남해군
- 1896년 - 경상남도 남해군
- 1973년 7월 1일 - 이동면 상주리 갈도의 통영군 욕지면으로의 편입[6]
- 1979년 5월 1일 - 남해면의 남해읍으로의 승격[7]
- 1986년 4월 1일
  - 이동면 상주출장소의 상주면으로의 승격
  - 삼동면 미조출장소의 미조면으로의 승격[8]

## 지리
남해군은 한반도 남해 연안의 중앙에 위치한 섬들로 구성되어 있다. 북쪽으로는 하동군과 사천시에, 동쪽은 통영시, 서쪽은 전라남도 광양시, 여수시, 남으로는 망망한 대한해협과 이웃하고 있다. 극동은 미조면 구돌섬으로 동경 128°07이며, 극서는 서면 염해리 등대곶 동경 127°48´이다. 극남은 상주면 상주리 세존도로 북위 34°29´이며, 극북 설천면 왕지리 수원늘 등대 북위 34°56´이다.
남해군의 본섬인 남해도는 면적이 301 km2로 제주도, 거제도, 진도, 강화도에 이어 대한민국에서 다섯 번째 넓은 섬이며, 섬의 길이는 남북 약 30km, 동서 약 26km이다. 1973년 6월에 남해대교 개통으로 육지와 연결되었으며, 2003년 4월에 창선과 사천시 대방동을 잇는 3.4km의 창선-삼천포대교의 개통으로 사천시와도 연결되어 있다.
지세는 망운산(786m), 금산(681m), 원산(627m) 등 산악이 많고 하천은 모두 짧고 평야는 협소하다. 해안은 굴곡이 심하고 302km에 달하는 긴 해안선이 있어서, 어족자원이 풍부하고 연근해 어업의 전진기지로서 좋은 조건을 갖추고 있다.
남해도, 창선도, 조도(鳥島), 호도(虎島), 노도(櫓島) 등 유인도(有人島) 5개, 무인도 76개가 있으며, 서북부에는 섬진강 하구에서 형성된 대사주(大砂洲)가 많다.

### 기후
| 남해기상관측소 (남해군 이동면 다정리, 해발 45.71m)의 기후 | 남해기상관측소 (남해군 이동면 다정리, 해발 45.71m)의 기후 | 남해기상관측소 (남해군 이동면 다정리, 해발 45.71m)의 기후 | 남해기상관측소 (남해군 이동면 다정리, 해발 45.71m)의 기후 | 남해기상관측소 (남해군 이동면 다정리, 해발 45.71m)의 기후 | 남해기상관측소 (남해군 이동면 다정리, 해발 45.71m)의 기후 | 남해기상관측소 (남해군 이동면 다정리, 해발 45.71m)의 기후 | 남해기상관측소 (남해군 이동면 다정리, 해발 45.71m)의 기후 | 남해기상관측소 (남해군 이동면 다정리, 해발 45.71m)의 기후 | 남해기상관측소 (남해군 이동면 다정리, 해발 45.71m)의 기후 | 남해기상관측소 (남해군 이동면 다정리, 해발 45.71m)의 기후 | 남해기상관측소 (남해군 이동면 다정리, 해발 45.71m)의 기후 | 남해기상관측소 (남해군 이동면 다정리, 해발 45.71m)의 기후 | 남해기상관측소 (남해군 이동면 다정리, 해발 45.71m)의 기후 |
| 월                                                        | 1월                                                       | 2월                                                       | 3월                                                       | 4월                                                       | 5월                                                       | 6월                                                       | 7월                                                       | 8월                                                       | 9월                                                       | 10월                                                      | 11월                                                      | 12월                                                      | 연간                                                      |
| --------------------------------------------------------- | --------------------------------------------------------- | --------------------------------------------------------- | --------------------------------------------------------- | --------------------------------------------------------- | --------------------------------------------------------- | --------------------------------------------------------- | --------------------------------------------------------- | --------------------------------------------------------- | --------------------------------------------------------- | --------------------------------------------------------- | --------------------------------------------------------- | --------------------------------------------------------- | --------------------------------------------------------- |
| 역대 최고 기온 °C (°F)                                    | 18.6 (65.5)                                               | 22.1 (71.8)                                               | 24.4 (75.9)                                               | 28.7 (83.7)                                               | 34.1 (93.4)                                               | 34.1 (93.4)                                               | 37.8 (100.0)                                              | 37.7 (99.9)                                               | 34.6 (94.3)                                               | 29.0 (84.2)                                               | 25.1 (77.2)                                               | 20.5 (68.9)                                               | 37.8 (100.0)                                              |
| 일평균 최고 기온 °C (°F)                                  | 6.9 (44.4)                                                | 9.2 (48.6)                                                | 13.7 (56.7)                                               | 19.3 (66.7)                                               | 23.9 (75.0)                                               | 26.5 (79.7)                                               | 29.2 (84.6)                                               | 30.4 (86.7)                                               | 26.6 (79.9)                                               | 21.9 (71.4)                                               | 15.4 (59.7)                                               | 9.1 (48.4)                                                | 19.3 (66.7)                                               |
| 일일 평균 기온 °C (°F)                                    | 2.2 (36.0)                                                | 4.0 (39.2)                                                | 8.2 (46.8)                                                | 13.5 (56.3)                                               | 18.2 (64.8)                                               | 21.6 (70.9)                                               | 25.1 (77.2)                                               | 26.0 (78.8)                                               | 21.9 (71.4)                                               | 16.6 (61.9)                                               | 10.4 (50.7)                                               | 4.3 (39.7)                                                | 14.3 (57.7)                                               |
| 일평균 최저 기온 °C (°F)                                  | −2.0 (28.4)                                               | −0.8 (30.6)                                               | 3.2 (37.8)                                                | 8.2 (46.8)                                                | 13.2 (55.8)                                               | 17.8 (64.0)                                               | 22.1 (71.8)                                               | 22.9 (73.2)                                               | 18.4 (65.1)                                               | 12.3 (54.1)                                               | 5.9 (42.6)                                                | −0.1 (31.8)                                               | 10.1 (50.2)                                               |
| 역대 최저 기온 °C (°F)                                    | −12.8 (9.0)                                               | −11.6 (11.1)                                              | −7.7 (18.1)                                               | −2.3 (27.9)                                               | 3.4 (38.1)                                                | 10.6 (51.1)                                               | 15.0 (59.0)                                               | 12.5 (54.5)                                               | 8.4 (47.1)                                                | 1.2 (34.2)                                                | −4.6 (23.7)                                               | −11.6 (11.1)                                              | −12.8 (9.0)                                               |
| 평균 강수량 mm (인치)                                     | 33.6 (1.32)                                               | 65.2 (2.57)                                               | 113.1 (4.45)                                              | 179.7 (7.07)                                              | 196.3 (7.73)                                              | 243.8 (9.60)                                              | 353.9 (13.93)                                             | 319.7 (12.59)                                             | 221.9 (8.74)                                              | 95.9 (3.78)                                               | 62.9 (2.48)                                               | 35.2 (1.39)                                               | 1,921.2 (75.64)                                           |
| 평균 강수일수 (≥ 0.1 mm)                                  | 4.8                                                       | 5.2                                                       | 7.5                                                       | 8.8                                                       | 9.2                                                       | 10.4                                                      | 13.6                                                      | 12.2                                                      | 8.9                                                       | 4.9                                                       | 5.9                                                       | 4.5                                                       | 95.9                                                      |
| 평균 상대 습도 (%)                                        | 56.3                                                      | 55.2                                                      | 57.4                                                      | 59.5                                                      | 64.3                                                      | 72.7                                                      | 79.4                                                      | 77.7                                                      | 74.3                                                      | 65.9                                                      | 63.4                                                      | 58.5                                                      | 65.4                                                      |
| 평균 월간 일조시간                                        | 189.0                                                     | 188.2                                                     | 211.9                                                     | 221.0                                                     | 234.3                                                     | 182.9                                                     | 167.8                                                     | 184.2                                                     | 172.7                                                     | 206.9                                                     | 182.8                                                     | 186.7                                                     | 2,328.4                                                   |
| 출처: 기상청 (평년값: 1991년~2020년, 극값: 1972년~현재)   |                                                           |                                                           |                                                           |                                                           |                                                           |                                                           |                                                           |                                                           |                                                           |                                                           |                                                           |                                                           |                                                           |

## 행정구역
남해군의 행정 구역은 1읍, 9면, 221리로 구성되어 있다. 면적은 357.62 km2로 경상남도의 약 3%를 차지하며, 한려해상국립공원의 면적이 78.9 km2에 이른다. 인구는 1965년의 12만8655 명을 정점으로 계속 줄어서 2017년 12월 말 주민등록 기준으로 4만4642 명, 2만2135 가구이고, 이 중 30%가 남해읍에 거주한다. 남녀 성비는 0.92로, 여자가 많은 편이다.
| 읍면   | 한자   | 면적 (km2) | 인구   | 세대   | 지도 |
| ------ | ------ | ---------- | ------ | ------ | ---- |
| 남해읍 | 南海邑 | 27.2       | 13,357 | 5,669  |      |
| 이동면 | 二東面 | 47.0       | 4,042  | 2,073  |      |
| 상주면 | 尙州面 | 23.8       | 1,666  | 889    |      |
| 삼동면 | 三東面 | 51.2       | 4,000  | 2,137  |      |
| 미조면 | 彌助面 | 15.7       | 2,533  | 1,257  |      |
| 남면   | 南面   | 43.5       | 3,701  | 2,064  |      |
| 서면   | 西面   | 41.0       | 2,824  | 1,523  |      |
| 고현면 | 古縣面 | 28.9       | 3,726  | 1,910  |      |
| 설천면 | 雪川面 | 24.9       | 3,085  | 1,624  |      |
| 창선면 | 昌善面 | 54.4       | 5,708  | 2,989  |      |
| 남해군 | 南海郡 | 357.6      | 44,642 | 22,135 |      |

## 군청
- 현재 남해군청은 경상남도 남해군 남해읍에 위치하고 있다.

## 관광
| Daedongyeojido (Gyujanggak) 19-03.jpg |
| Daedongyeojido (Gyujanggak) 20-02.jpg |

- 관음포 - 고현면 북쪽 바닷가에 있는 포구로, 이락포(李落浦)로 불리기도 한다. 세계문화유산으로 등록된 국보 제32호인 『팔만대장경』이 남해 고현지역에서 판각되었기에 호국성지(護國聖地)라고 불리기도 한다.

- 남해 전 선원사지 - 『고려대장경』을 판각한 장소로, 비정할 때 전 선원사지는 정안이 자신의 별서를 고쳐서 만든 '정림사'일 가능성도 있다고 조사단은 추정하고 있다.

- 노도 - 상주면 양아리 일대의 섬으로, 서포 김만중의 유배지이다. 예부터 배젖는 노(櫓)를 만드는데 쓰이던 목재를 많이 생산하여 노도(櫓島)라 불러왔다.

- 금산 - 한려해상국립공원으로 지정된, 38경이 아름다운 금산은 금강산을 닮았다 하여 소금강 또는 남해금강이라 불린다. 금산은 조선 태조 이성계가 나라를 세우고 온 산을 비단으로 덮으려다 여의치 않자 이름을 금산이라 바꿨다는 건국신화를 간직한 명산이다며, 최절경에 위치한 보리암은 전국 3대 기도 도량으로 유명하다.[15]

- 남해 물건리 방조어부림 - 거리 1500m에 폭 30m의 숲이다. 바다를 앞에 두고 뒤편에는 농경지가 넓게 자리 잡고 있어, 숲이 그늘을 만들어 물고기를 불러들이는 어부림(魚付林)역할을 한다. 이 숲은 1640년경, 전주 이씨 후손 등 마을 주민들이 심어 놓은 것으로서, 현재 천연기념물 제150호로 지정되어 있다.

- 독일마을 - 1960년대 독일에 간호사와 광부로 파견되었던 독일거주 교포들의 정착생활 지원과 조국의 따뜻한 정을 느낄수 있는 삶의 터전을 마련해 준 곳이다. 독일의 이국문화와 전통문화 예술촌을 연계한 특색있는 관광지 개발을 위하여 지난 2001년부터 남해군 삼동면 물건리 일원 30,000여평의 부지에 남해군에서 30여억 원을 들여 기반을 조성하여 70여동을 지을 수 있는 택지를 분양하였다. 교포들이 직접 독일의 재료를 수입하여 전통 독일식주택 양식 형태로 건축하였는데, 현재는 29동 정도가 완공되어 독일 교포들이 생활하고 있으며, 독일에 가 있는 동안은 관광객을 위한 민박을 운영하고 있기도 하다.[16]

- 남해 관음포 이충무공 유적 - 임진왜란의 마지막 격전지로 충무공 이순신이 순국한 곳이다. 사적 232호로 지정된 남해 관음포 이충무공 유적 외에도 이순신영상관, 호국광장, 관음포광장 등이 있다.

이외 주요 관광지는 다음과 같다.
- 남해유배문학관
- 충렬사
- 은모래해변
- 지족해협
- 남해죽방렴
- 가천 암수바위
- 정지석탑
- 남면해안
- 서포 김만중 선생 유허
- 섬이정원
- 송정솔바람해변
- 남해국제탈공연예술촌

- 남해대교
- 금산
- 달랭이 마을(달랭이 마실)

## 사건사고
- 관음포대첩

1383년 고려(우왕 9년)에 해도도원수 정지장군이 경상도(慶尙道) 남해현(南海縣) 북방의 관음포 앞바다에서 고려에 침입한 왜구를 크게 무찌른 전투이다.
- 노량해전

1598년 12월 16일 조선(선조 31년 음력 11월 19일) 정유재란 때 조명 연합수군과 함께 경상우도(慶尙右道) 남해현 노량 앞바다에서 왜군의 함대와 싸운 전투이다.
- 남해 3·1독립운동 (南海三一獨立運動)

1919년 4월 2일 남해군에서 4월6일까지 일제 강점기에 있던 남해군민들이 일제의 지배에 항거하여 1919년 3월 1일 한일병합조약의 무효와 한국의 독립을 선언하고 남해읍 장날에 독립만세운동을 시작한 사건이다.
- 남해군 무장공비 간첩선 침투 사건

1980년 12월 1일 오후 10시20분, 경상남도 남해군 목도 남방 7km 지점에서 은밀히 접근하는 북한 무장공비간첩이 침투 발생사건이다.
- 남해 창선대교 붕괴사고

1992년 7월 30일 오후 5시경, 경상남도 남해군 창선도, 남해군 삼동면을 연결하는 교각이 부실공사로 인해 붕괴되면서 지나가던 행인 2명이 사망한 사건이다.

## 교통

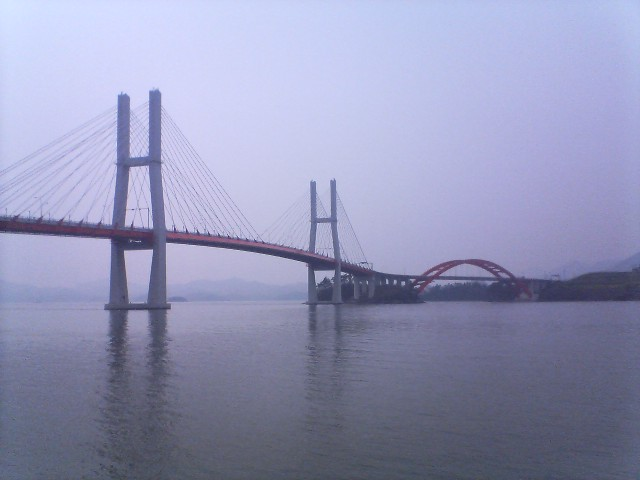
2003년 개통된 창선-삼천포 대교

1973년 남해대교가 생기기 전에는 연락선을 이용하여 남해군에 들어갈 수밖에 없었다. 남해대교가 개통되고 점차적으로 남해군의 교통이 개선된다. 국도 제19호선의 선형이 개량되었고 일부 구간은 4차선으로 확장하는 등 미포장 구간이 많던 국도 제19호선은 미조면에서 설천면 전 구간이 아스팔트로 포장되었다.
2003년에 개통된 창선·삼천포대교로 사천 나들목을 이용해서 국도 제3호선으로 남해군에 올 수 있다. 미조면 초전에서 시작되는 국도 제3호선은 삼동면 물건방조어부림과 독일마을, 지족 죽방렴 해협, 창선면을 거쳐서 창선·삼천포대교를 지난다. 이 대교가 개통되기 전까지 창선 단항에서 삼천포까지 운행하던 연락선은 역사 속으로 사라졌다.
남해군내 국도 제77호선은 남해군 고현면에서 고현면 탑동리를 거쳐 국도 제19호선과 중복되어 미조면 초전리까지 간다. 여기서 다시 국도 제3호선과 중복되어 삼동면과 창선면을 거쳐 사천시로 빠져나간다.
남해시외버스터미널에서 시외버스와 군내버스를 탈 수 있으며 주요 버스 운송 업체는 남흥여객이 맡고 있다. 예전에는 남해여객도 남해군내 버스 운송을 담당했으나 경영 악화로 2007년 7월 1일 폐업했다. 그리하여 군내 버스와 시외 버스의 운행 편수가 감소되었다. 시외버스 노선은 서울, 부산, 진주, 광양, 순천, 마산, 창원을 연결해준다. 이 버스 노선중 일부는 하동군 진교면 진교정류장을 경유해서 간다. 2009년부터 수원 노선을 신설하였다. 군내 버스는 남해군내 곳곳을 연결해주는 노선이다. 남해군내 공영 버스는 남해읍과 남해읍 주변 마을을 연결해주며 하루에 12회 운행한다. 또한 농어촌 버스는 남해군 창선면을 중심으로 운행한다.
노량~이동 구간 국도 제19호선을 4차선으로 확장 공사하여 국도 확장으로 기존 남해대교 옆에 GS건설의 시공아래 노량대교를 신설하였으며 설천면 덕신리 감암부락 고개에 터널이 신설되었다. 현재도 여수시와는 연락선이 다니며 교량 또는 터널 개설이 계획되어있다.
- 주요 교량
  - 노량대교 - 국도 제19호선에 속해 있는 길이 3.1km의 교량
  - 창선·삼천포대교 - 사천시와 남해군을 연결하는 5개의 교량인 삼천포대교, 초양대교, 늑도대교, 창선대교, 단항교로 구성되어 있는 대교
  - 남해대교 - 남해군과 하동군을 연결하는 5개의 교량
  - 창선교 - 국도 제3호선 남해도와 창선도를 잇는 거더교

## 교육
- 국공립대학교

|  | - 경남도립남해대학 |

- 고등학교

|  | - 남해제일고등학교 - 남해정보산업고등학교 | - 남해해성고등학교 - 남해고등학교 | - 경남해양과학고등학교 | - 창선고등학교 |

- 중학교

|  | - 고현중학교(폐교) - 남수중학교(폐교) - 남해여자중학교 | - 남해중학교 - 물건중학교(폐교) - 미조중학교 | - 상주중학교 - 설천중학교 - 이동중학교 | - 창선중학교 - 해성중학교 |

- 초등학교

|  | - 고현초등학교 - 남명초등학교 - 남해초등학교 - 도마초등학교 | - 미조초등학교 - 삼동초등학교 - 상주초등학교 | - 설천초등학교 - 성명초등학교 - 이동초등학교 | - 지족초등학교 - 창선초등학교 - 해양초등학교 |

## 자매 도시
- 대한민국 인천광역시 강화군
- 대한민국 서울특별시 금천구, 동대문구
- 대한민국 경상남도 김해시
- 대한민국 부산광역시 부산진구
- 대한민국 전라남도 함평군
- 대한민국 경기도 부천시
- 일본 가고시마현 이사시
- 중국 간쑤성 둔황 시
- 중국 후난성 이양 시
- 중국 장시성 징강산 시
- 독일 노르트프리슬란트